# 胡長怡
胡長怡（1905年4月18日—1997年5月19日），字翕如。河南省陳留縣羅王鄉胡寨村人。民國37年（1948年）在河南省第一選區當選第一屆立法委員。

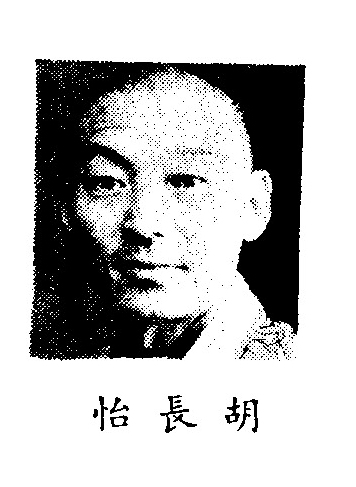
出席制憲國民大會代表時

## 生平[1][2][3][4][5][6]
- 黃埔陸軍官校四期政治科畢業
- 河南地方行政人員訓練所一期縣長班畢業
- 中訓團五期黨政班結業
- 革命研究院十期結業
- 北伐特別工作員別動司令旅師政治部中上校主任
- 中央軍事教官考試合格
- 河大軍訓主任
- 廣武縣、魯山縣、寧陵縣縣長
- 河南區訓所總隊長
- 河南軍管區陸大參謀班緝私署等政治部少將主任
- 第一戰區少將軍事專員
- 河南十二區行政督察專員兼保安司令
- 三民主義青年團河南支團部幹事長
- 河南省黨部監察委員、副主任委員
- 制憲國大代表
- 國民政府憲政實施促進委員會委員